# Цукерман, Ицхак
И́цхак Цу́керман, псевдоним — Антек (пол. Icchak Cukierman; 13 декабря 1915, Вильно, Российская империя — 17 июня 1981, Лохамей-ха-гетаот, Израиль) — один из лидеров восстания в Варшавском гетто в 1943 году, член Еврейской боевой организации, один из основателей кибуца Лохамей-ха-гетаот.

## Биография
Ицхак Цукерман родился 13 декабря 1915 года в Вильно, Российская империя. В молодости исповедовал идеи социализма и сионизма. После Польской кампании Вермахта Ицхак Цукерман участвовал в организации подпольных еврейских социалистических организаций. В 1940 году перебрался в Варшаву, где вместе со своей будущей женой Цивией Любеткин стал одним из лидеров еврейской молодёжной организации Хабоним Дрор.
В 1941 году Ицхак Цукерман стал заместителем командира Еврейской боевой организации и занимался организацией связей с Армией крайовой и Армией людовой. 22 декабря 1942 года он в составе группы из трёх человек совершил вооружённое нападение на кафе «Богемия» (Nur für Deutsche) в Кракове. Ицхак Цукерман был ранен в этом сражении и чудом избежал задержания.
В 1943 году Ицхак Цукерман руководил еврейским боевым отрядом, который действовал вне территории Варшавского гетто. Ицхак Цукерман занимался закупкой вооружения и боеприпасов для остальной части Еврейской боевой организации, действовавшей в Варшавском гетто. Во время начала восстания в гетто отряд Ицхака Цукермана не смог пробиться на помощь к воевавшим еврейским отрядам, став позднее связующим звеном между восставшими и Армией Крайовой. Вместе с Симхой Ратайзером-Ротемом организовал побег через канализацию оставшихся в живых бойцов Еврейской боевой организации.
Позднее Ицхак Цукерман в составе Армии людовой руководил отрядом из 322 бойцов, который участвовал в Варшавском восстании августа 1944 года.
После войны Ицхак Цукерман был членом Центрального комитета польских евреев и одновременно руководил одним из отрядов подпольной Брихи, который переправлял в подпольных условиях еврейских беженцев из Восточной и Центральной Европы на территорию подмандатной Палестины.
В 1947 году перебрался в Палестину. 19 апреля вместе с женой основал кибуц Лохамей-ха-геттаот и дом-мемориал борцов гетто, который имеет учебный центр, который сегодня назван именем Ицхака Цукермана и его жены Цивии Любеткин.
В 1961 году Ицхак Цукерман выступал свидетелем на процессе по делу нациста Адольфа Эйхмана.
Ицхак Цукерман умер 17 июня 1981 года в основанном им кибуце.
Его внучка Рони стала первой женщиной, окончившей лётное училище ВВС Израиля в классе истребителей.